# Borough londonien de Sutton
Pour les articles homonymes, voir Sutton.
Le borough londonien de Sutton (« London Borough of Sutton ») est un borough du Grand Londres. Cette circonscription, fondée en 1965 par fusion des districts de Sutton and Cheam avec ceux de Beddington et Carshalton du Surrey, compte plus de 178 000 habitants.
Ce borough est composé de :
- Beddington
- Beddington Corner
- Belmont
- Benhilton
- Carshalton
- Carshalton Beeches
- Carshalton on the Hill
- Cheam
- Hackbridge
- Little Woodcote
- North Cheam
- Rosehill
- St. Helier
- South Beddington
- Sutton
- The Wrythe
- Wallington

## Villes jumelles
- Charlottenburg-Wilmersdorf
- Gagny
- Gladsaxe
- Minden